# Norma (restaurang)

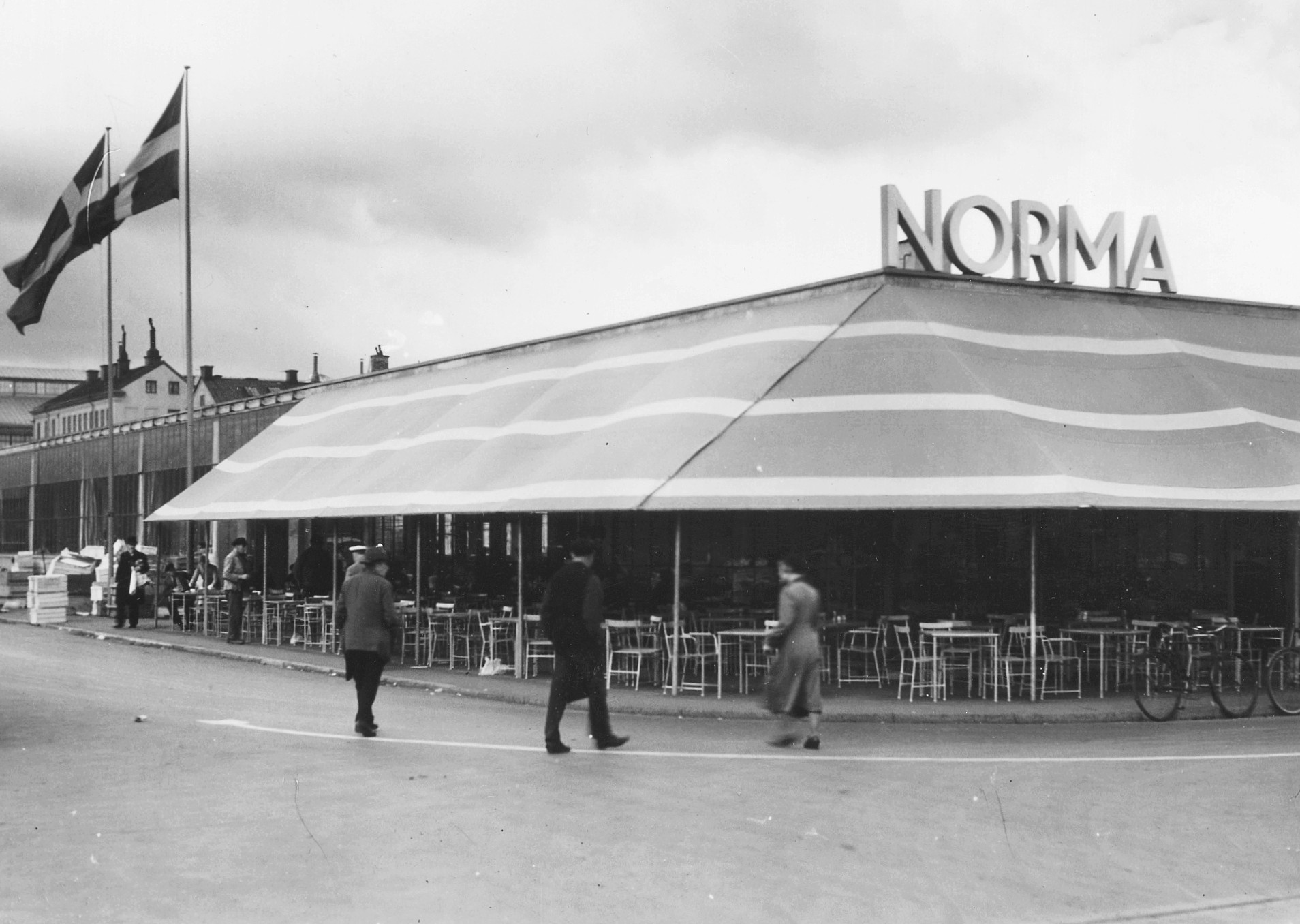
Restaurant Norma, Klarahallen, 1933.

Norma (officiellt Norma, Kafé & restaurant AB) var en restaurangkedja i Stockholm. Dess billiga, välvårdade folkrestauranger vann snart stor popularitet och bidrog till att höja restaurangkulturen i Stockholm. Norma öppnade sina första restauranger 1924 och hade som mest 39 filialer runtom i Stockholm. 1970 ombildades företaget till Berns restauranger, då hade de flesta Normarestaurangerna bytt namn eller avvecklats.

## Historik

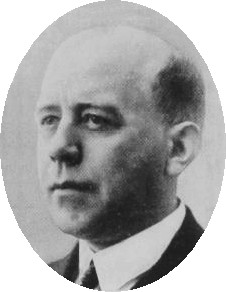
Jonas Folcker, Normas mångårige chef.

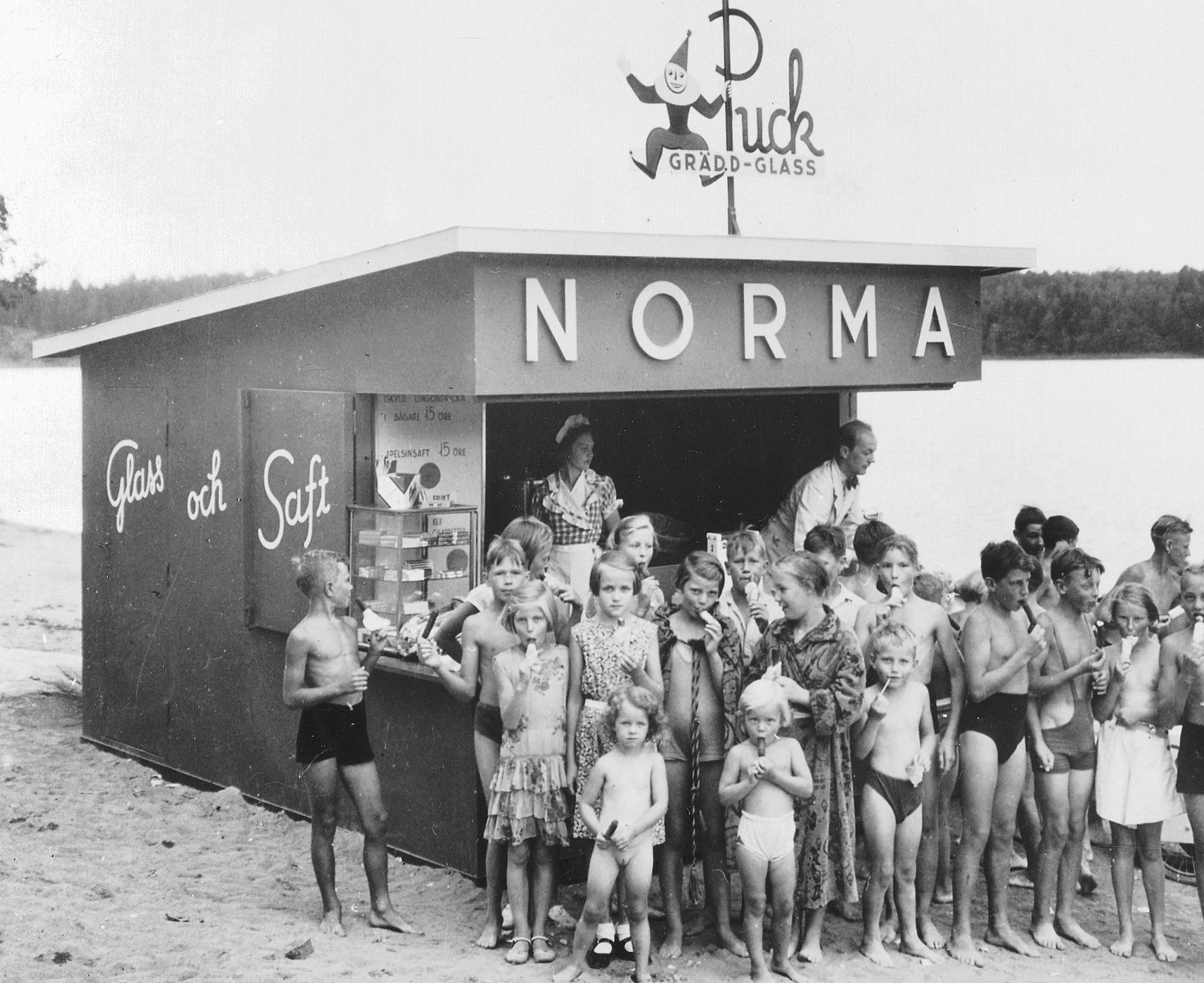
Normas kiosk vid Flatenbadet, 1930-tal.

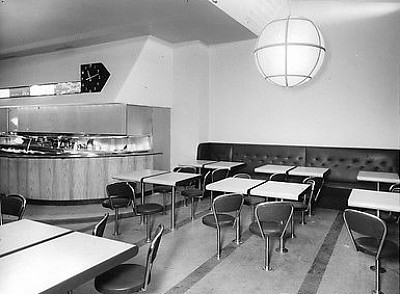
Funkisinredning med fasta bord och snurrbara stolar i Norma 32, Odenplan.

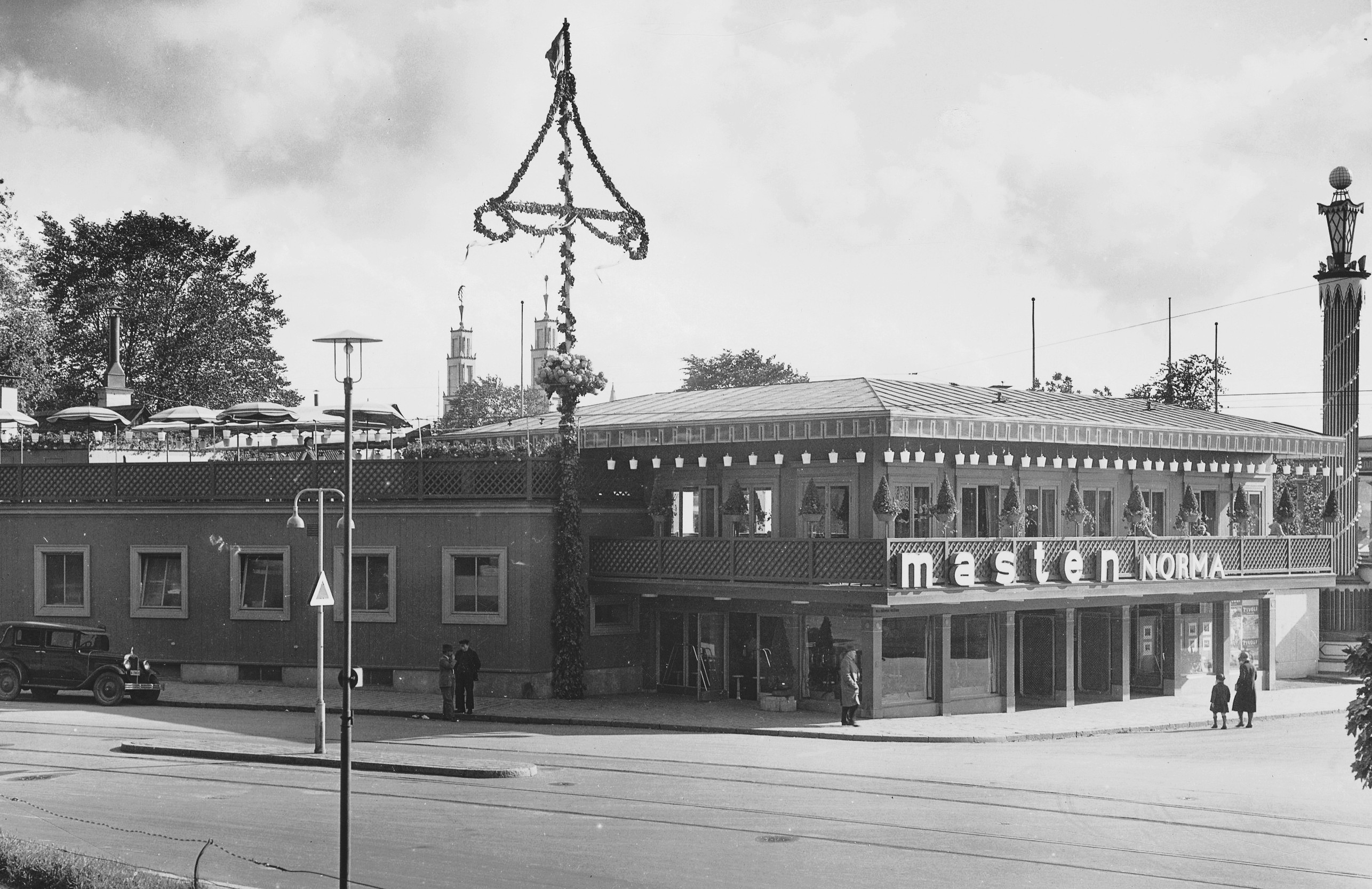
Normas "masten" vid Allmänna gränd 1.

Restaurangkedjan Norma grundades 1924 under namnet ”Kafébolaget Norma AB”, från och med 1941 var namnet “Norma, Kafé & restaurant AB“. En av bolagets grundare och efter 1927 verkställande direktör var Jonas Folcker (född 1886). Folcker representerade Allmänna valmansförbundet (numera Moderaterna) och var bland annat ledamot av Stockholms stadsfullmäktige åren 1915–1919 och 1921–1927.
Normas affärsidé var att erbjuda billig mat i välvårdade lokaler. Man ville vara ett tydligt alternativ till samtidens ibland ganska skabbiga ölkaféer. I Normas bolagsordning stadgades bland annat att företaget skulle främja ”sundhet och ordning, hotellverksamhet för hemlösa […] avsedd för de breda lagren”. En del av vinsten skulle disponeras för allmännyttiga ändamål.
Normas restauranger var numrerade från 1 till 39 i samma ordning som de öppnade. De första fyra matställena invigdes vid Funckens gränd (Norma 1), Österlånggatan (Norma 2), Rörstrandsgatan (Norma 3) och Vanadisvägen (Norma 4). För att hålla nere priserna erbjöd man endast fem till sex olika maträtter som kostade mellan 40 och 90 öre. För kaffe fick man betala 15 öre. Inga drickspengar förekom. Serveringen hade rationaliserats genom en sorts tidigt cafeteria-system. Gästerna beställde och betalade vid disken och fick sedan hämta ut maten vid samma disk. Andra nyheter som Norma införde var bitsocker i portionsförpackningar, telefonhytter och tidningar i anslutning till matsalen och köksinredning av rostfritt stål.
Många av Normas matställen hade modern inredning i 1930-talets funktionalistiska anda, ofta formgivna av arkitekt Kjell Westin. Några filialer hade i golvet fastskruvade bordsben och fasta snurrbara stolar som den på Odenplan och Sveavägen. Även restaurangens logotyp i versaler var präglad av funktionalismens enkelhet. Normarestaurangerna försågs även med konstnärlig utsmyckning i form av väggmålningar, exempelvis Norma 1 (Funkens gränd) av Einar Forseth, Norma 25 (Vasagatan 24) av Axel Wallert och Norma 32 (Odenplan) av Isaac Grünewald. Norma 20 låg i Kungsbropalatset där även Oscarsteatern inrymdes.
På sommaren 1931 öppnade Normas nya restaurang i hörnet Allmänna gränd / Djurgårdsvägen. Den fick namnet "masten", efter kvarteret där den uppfördes. Byggnaden i tidig funktionalism hade ritats, som så många andra av Normas restauranger, av arkitekt Kjell Westin. Byggnaden finns kvar än idag och inrymde bland annat restaurangen "Texas" på 1960-talet; numera är den en del av Gröna Lund. 
I december 1931 invigdes det tjugofemte Normakaféet som låg i SWB-huset i hörnet Klarabergsgatan / Vasagatan. Invigningen föregicks av en del protester från krögare i omgivningen, särskild från direktören för Hotell Continental som tyckte att 100 matställen i Klarakvarteren borde räcka. Som mest drev bolaget 39 restauranger i Stockholm. Vid Flatenbadet hade Norma en glasskiosk. 1937 infördes "dagens rätt" för 95 öre. 
År 1939 öppnades en restaurang vid Svenska Aeroplan AB (sedermera Saab AB) i Linköping. Samma år övertog man driften av restaurang Regnbågen i Bångska palatset vid Stureplan och 1944 av Berns salonger vid Berzelii park. Då var man först i Sverige med att servera kinesisk mat. Berns nye chef, Jonas Folcker, lyckades anställda två prominenta kinesiska kockar från en restaurang i Berlin.
I början av 1940-talet publicerades ”Var när hur i Stockholm”, en vägvisare utgiven av Kafé & Restaurantaktiebolaget Norma. I boken fanns en utvikbar karta i färg där alla Norma-restauranger var utsatta med en liten röd prick och på baksidan fanns korta beskrivningar av Stockholms sevärdheter. Boken utkom i flera upplagor, den tionde och sista 1944.

## Norma blir Berns restauranger
Efter Jonas Folckers död 1950 blev Arne Edelfelt (född 1912) verkställande direktör för Norma, Regnbågen och Berns. Han hade den befattningen fram till 1969. Edelfelt var samtidigt vice ordförande i Arbetsgivarföreningen för Sveriges hotell och restaurang samt ordförande i Turistföreningen för Stockholms stad.
Vid den tiden hade de gamla Normarestaurangerna bytt namn eller avvecklats och bolaget ändrat karaktär. Anledningen var de ändrade utskänkningsbestämmelser som infördes 1954 och betydde slutet för de traditionella kaférestaurangerna och ölutskänkningsställena. I mars 1970 ändrade “Norma, Kafé & restaurant AB“ sitt namn till ”Berns restauranger AB”. Samtidigt planerade man en hotellrörelse på Södermalm med ett hotell om 100 rum i bolagets fastighet vid Ringvägen / Hornsgatan. Planen fullföljdes dock aldrig. 
Berns restauranger öppnade 1976 några av Sveriges första Burger King-restauranger genom dotterbolaget Big Burger. I flera fall övertog man gamla Norma-lokaler, exempelvis den i hörnet Vasagatan / Kungsgatan och den på Odenplan. Berns restauranger AB blev så småningom Fontänen Restauranter AB som 1983 hade ungefär 500 årsanställda. Verksamheten var organiserad i tre dotterbolag: Restaurant AB Big Burger (hamburgare), Restaurant AB Norma (personalrestauranger), och Restaurant AB Regnbågen (med restaurangen och nattklubben Monte Carlo samt kiosk- och cafeteriaverksamhet vid Karolinska universitetssjukhuset). Berns salonger har också bytt ägare ett flertal gånger och drivs sedan 2011 av Stureplansgruppen.

## Bilder

Norma-restauranger i urval
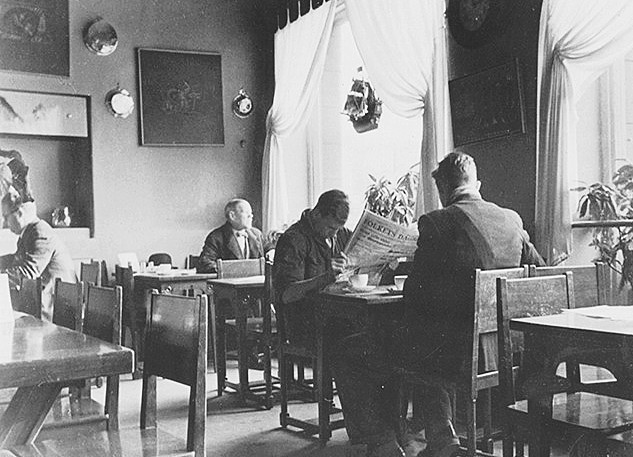
Norma 1, Funkens gränd.
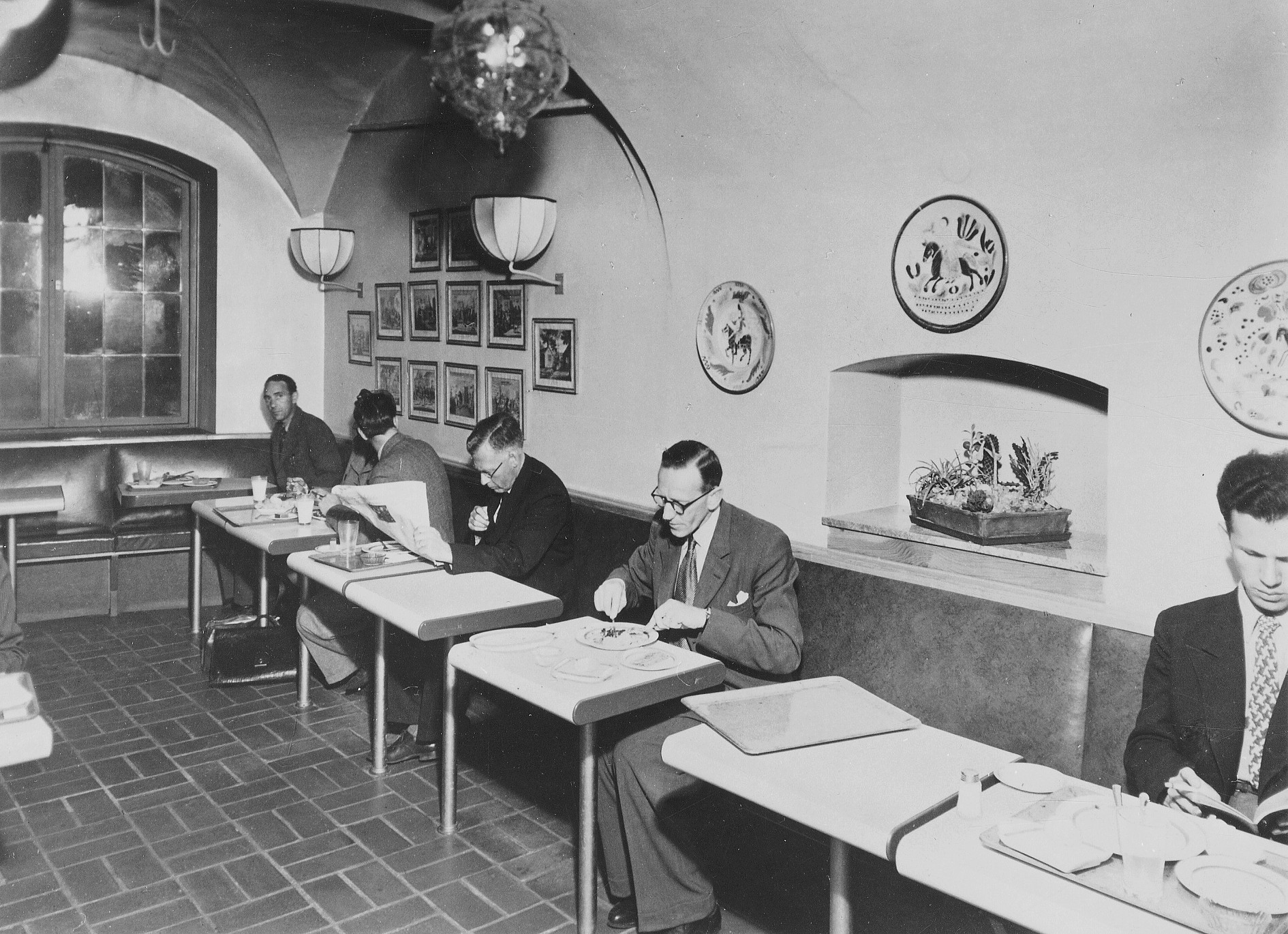
Norma 2, Götgatan 5 (ursprungligen låg Norma 2 på Österlånggatan).
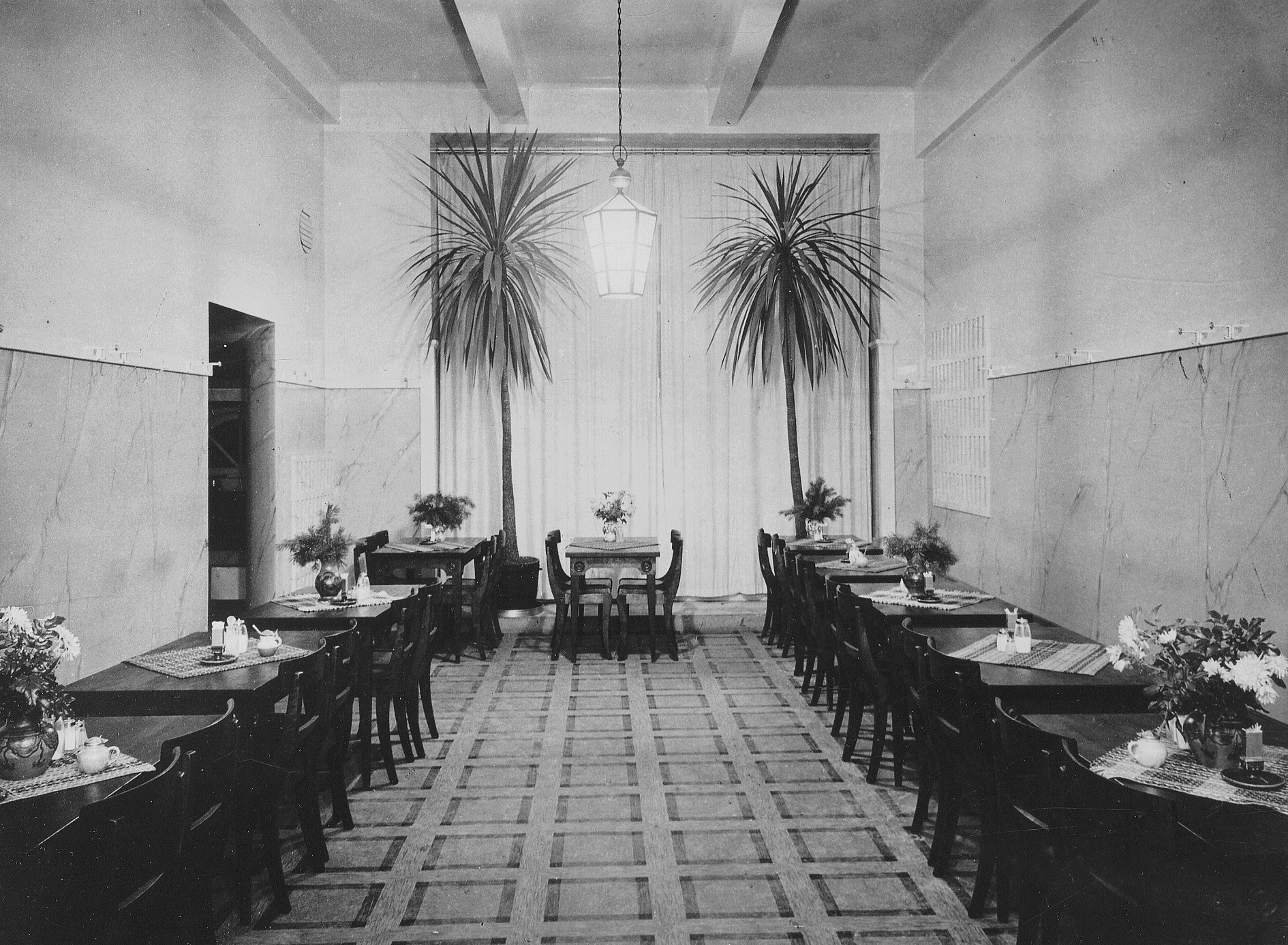
Norma 7, Tunnelgatan 10.
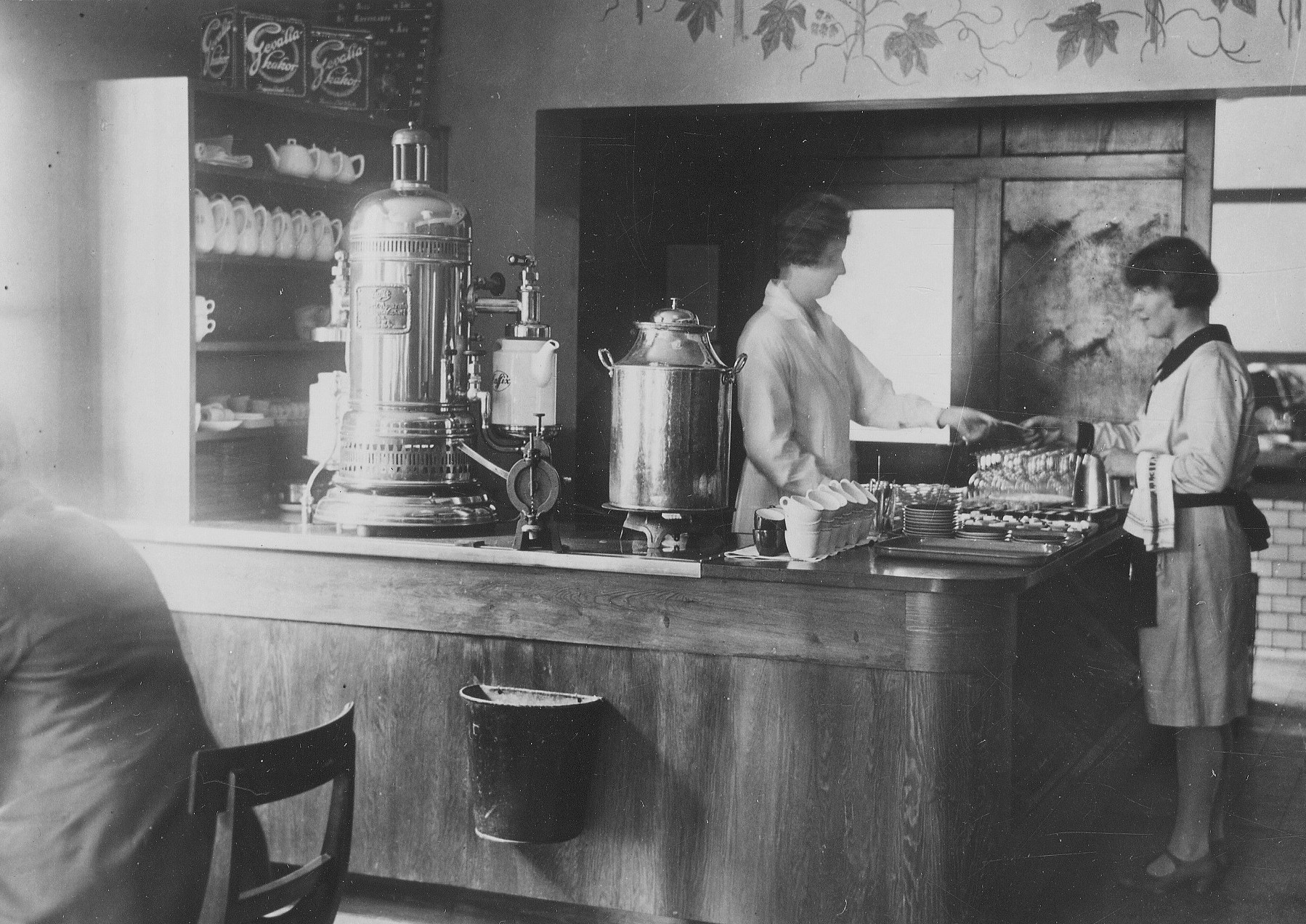
Norma 8, Fleminggatan / Arbetargatan.

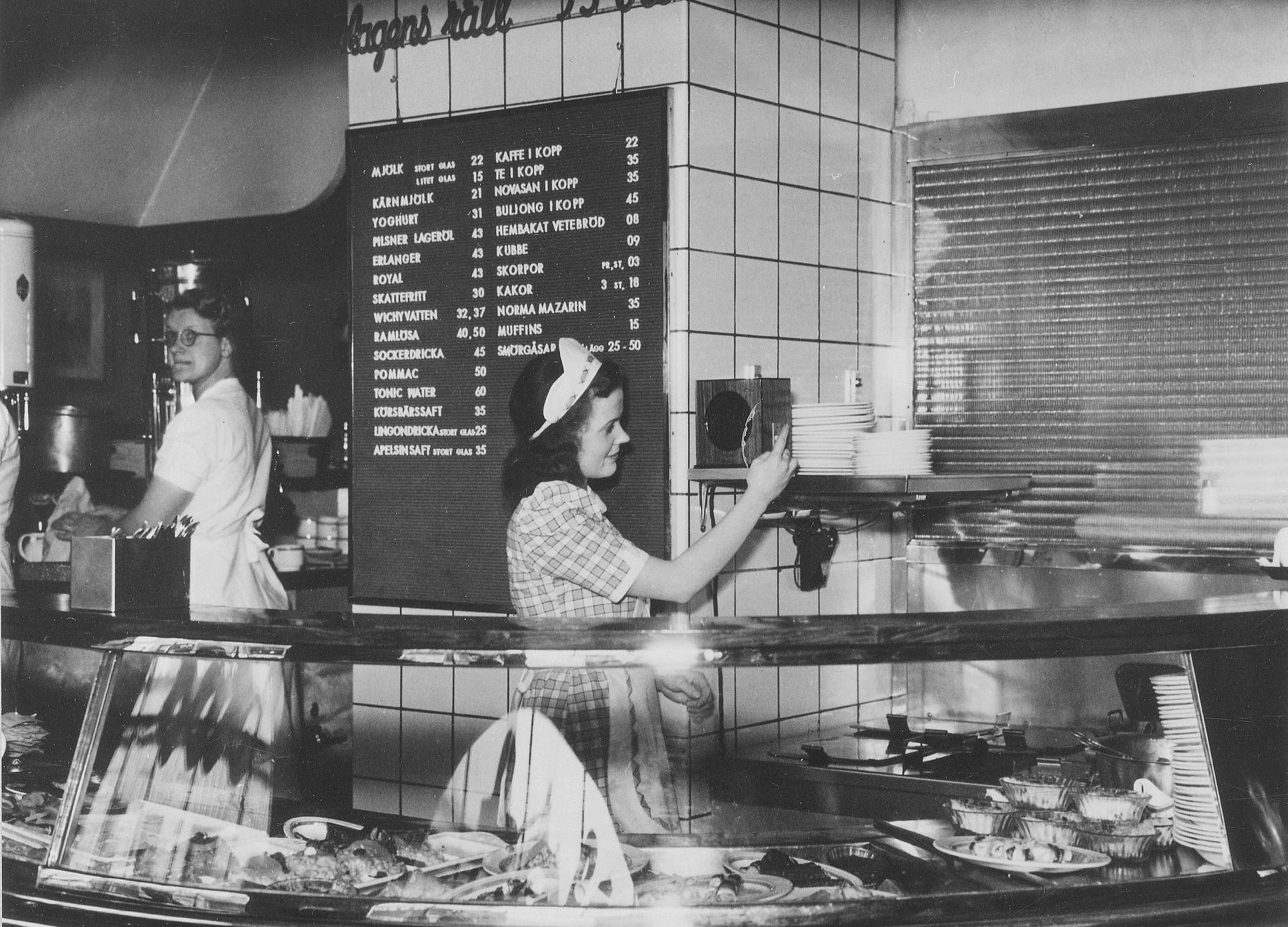
Norma 9, Östermalms saluhall.
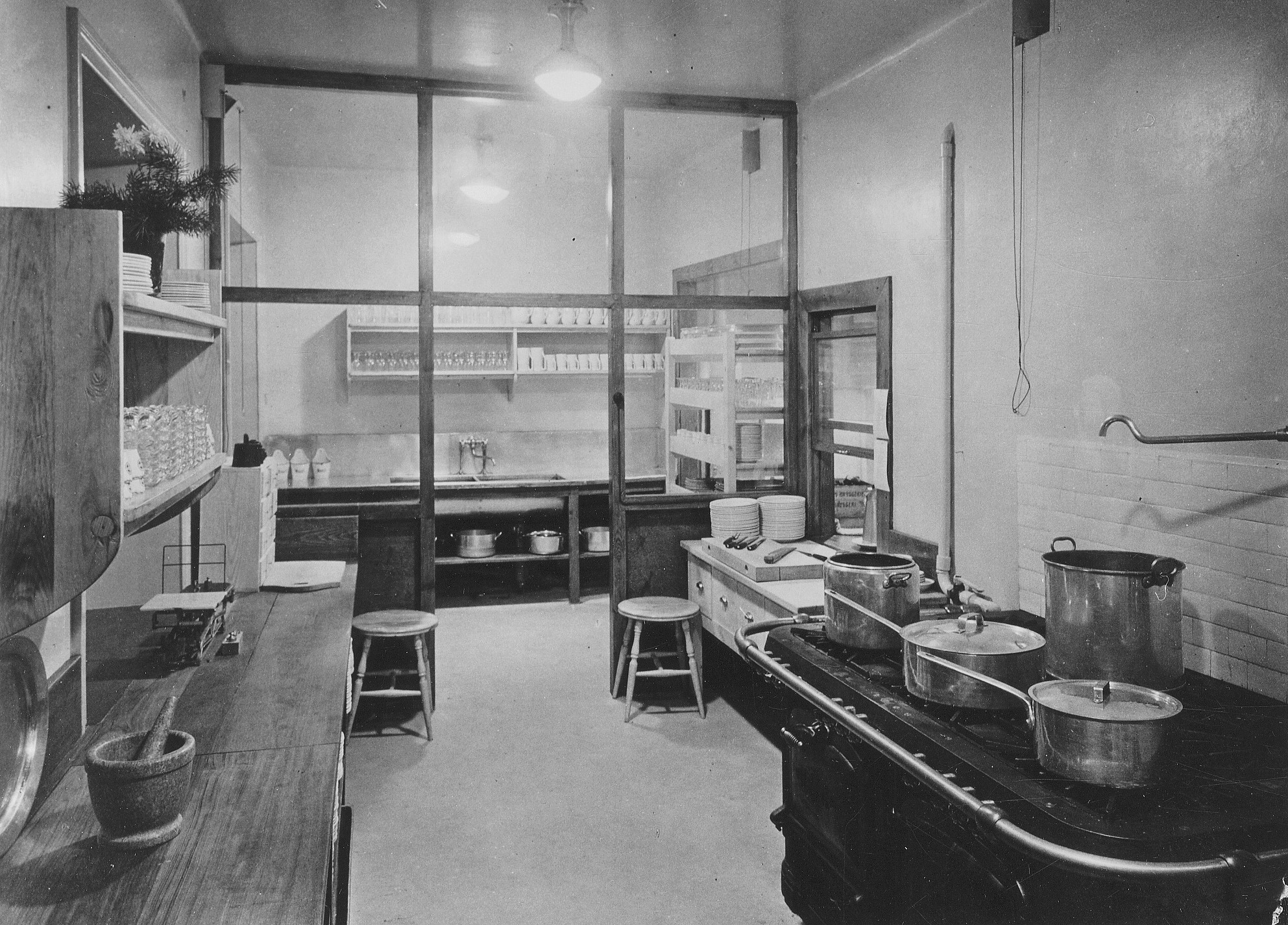
Norma 15, Apelbergsgatan (köket).
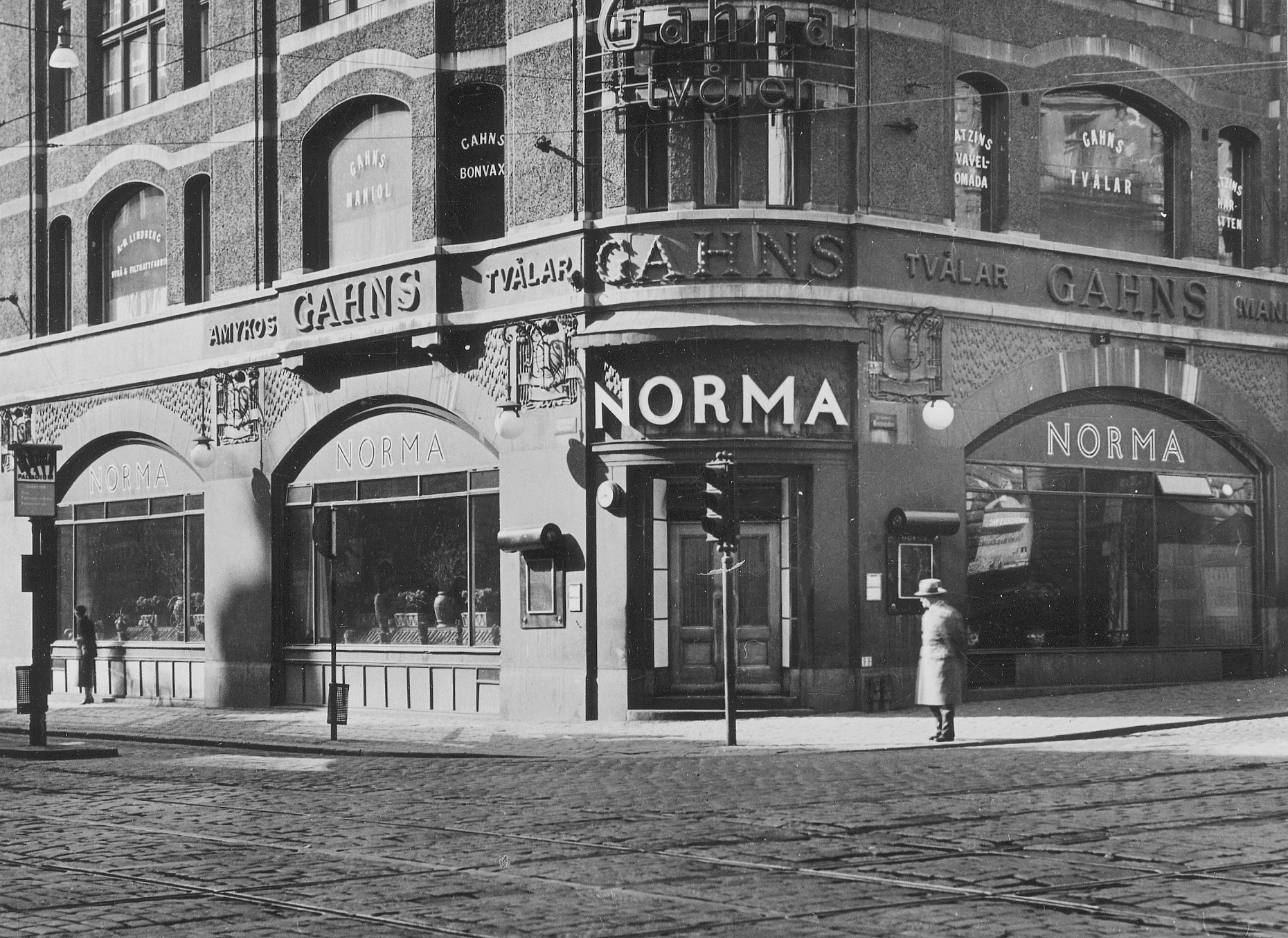
Norma 20, Vasagatan 17 (Kungsbropalatset).
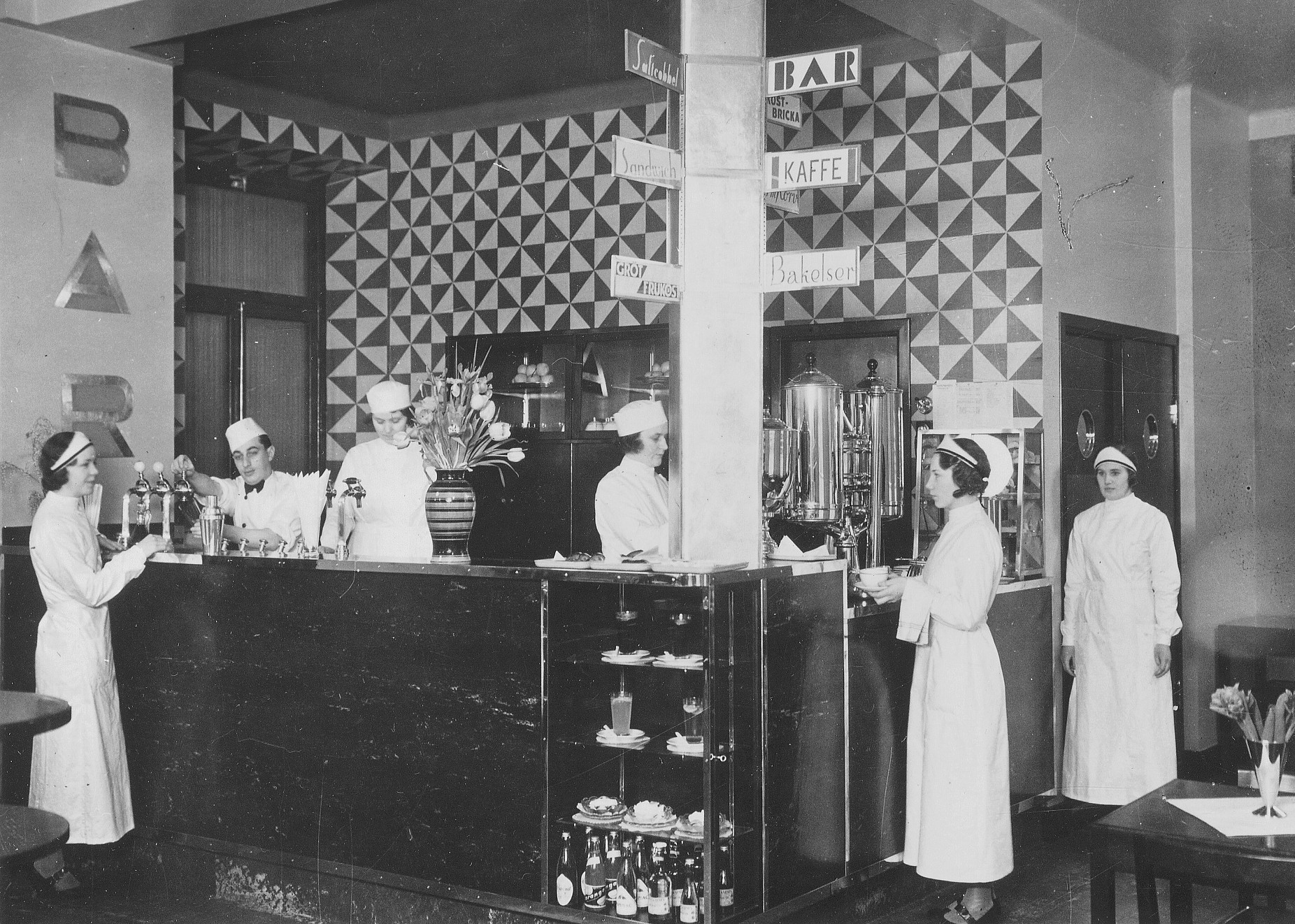
Norma 30, Hornsgatan 104.